# Bending

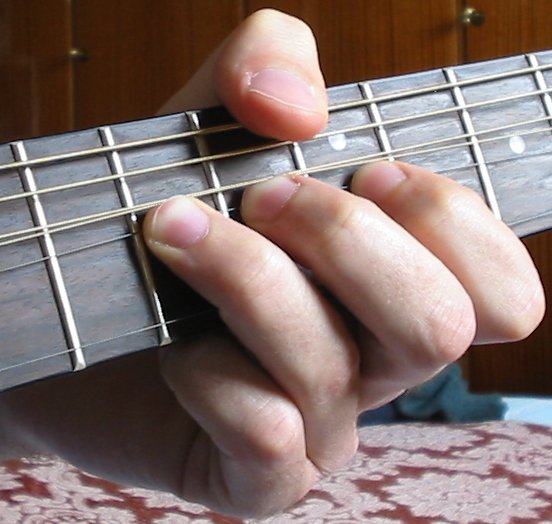
Bending su chitarra acustica.

Il bending, termine inglese che significa "piegatura", è un effetto di glissando che mira ad alterare una nota musicale di partenza fino a portarla a una più alta nota di arrivo. L'intervallo tra le due note spazia dal semitono ai due toni, a seconda dei limiti fisici dello strumento utilizzato.
Il bending è una tecnica applicabile, in differenti modi, su molti strumenti musicali, in particolare quelli a fiato (ad esempio il sassofono oppure l'armonica a bocca), ma trova il suo più ampio utilizzo nelle parti di chitarra elettrica solista nella musica blues e rock. Per quanto possa sembrare paradossale, nei due stili la stessa tecnica è usata per raggiungere effetti opposti: nel blues il bending esprime spesso tristezza e disperazione suonando come un lamento, un singhiozzo nel pianto dello strumento; nel rock invece suona come un grido, un urlo di energia musicale colorato di aggressività grazie all'uso della distorsione.

## Esecuzione di unbending

Esecuzione di un bending.

Tra tutti gli strumenti a corde il bending viene utilizzato soprattutto nella chitarra, raramente nel basso. Gli archi non hanno bisogno di questa tecnica perché l'assenza di tasti sul manico permette un glissando puro senza interruzioni nel suono.
La tecnica consiste nel suonare una nota che non sia a corda vuota e successivamente spingere verso l'alto, o tirare verso il basso, la corda in direzione perpendicolare a quella del manico, provocando così una tensione maggiore e il conseguente aumento nell'altezza del suono.
È possibile realizzare bending anche in altri strumenti che non siano a corde; per esempio nell'armonica a bocca il bending è ottenuto con movimenti della lingua e della gola, soprattutto per dare alla melodia le sonorità tipiche del blues, mentre nei sintetizzatori si esegue con il Pitch Bend o un Joystick.

## Tipi di bending

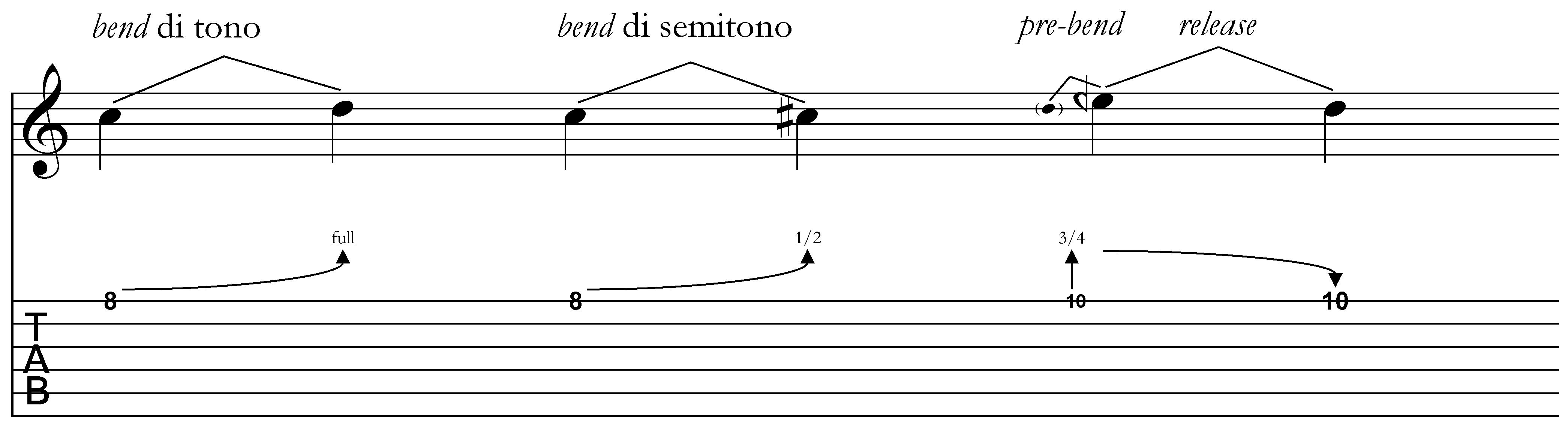
Notazioni usate nel pentagramma per bend, pre-bend e release.

### Bending di mezzo tono
Consiste nell'utilizzare la tecnica del bending descritta sopra per innalzare l'intonazione della nota di un semitono. La nota che risulta dovrebbe corrispondere a quella che sarebbe prodotta avanzando di un tasto sulla tastiera e pizzicando la corda.

### Bending di un tono
Consiste nell'utilizzare la tecnica del bending descritta sopra per innalzare l'intonazione della nota di un tono. La nota che risulta dovrebbe corrispondere a quella che sarebbe prodotta avanzando di due tasti sulla tastiera e pizzicando la corda.

### Ghost bending (o pre-bending)
In questo caso il processo è inverso. La corda viene prima tirata/spinta e successivamente pizzicata senza rimuovere la pressione del dito.

### Ghost bending con rilascio
Partendo dalla nota innalzata con bending, si raggiunge la nota di partenza con un rilascio progressivo della tensione.

### Bending indeterminato
Consiste nell'utilizzare la tecnica del bending per innalzare l'intonazione della nota di un intervallo imprecisato, non necessariamente raggiungendo il suono di una nota della scala cromatica, a discrezione dell'esecutore.

La notazione utilizzata sul pentagramma per indicare questa espressione, è una corona rovesciata posta sopra la nota in questione.